# Парсонс (Західна Вірджинія)
Парсонс (англ. Parsons) — місто (англ. city) в США, в окрузі Такер штату Західна Вірджинія. Населення — 1327 осіб (2020).

## Географія
Парсонс розташований за координатами 39°5′40″ пн. ш. 79°40′42″ зх. д. / 39.09444° пн. ш. 79.67833° зх. д. (39.094355, -79.678437).  За даними Бюро перепису населення США в 2010 році місто мало площу 3,11 км², з яких 2,87 км² — суходіл та 0,24 км² — водойми.

## Демографія
Згідно з переписом 2010 року, у місті мешкало 1485 осіб у 628 домогосподарствах у складі 419 родин. Густота населення становила 478 осіб/км².  Було 730 помешкань (235/км²).
Расовий склад населення:
| - 98,8 % — білих - 0,1 % — корінних американців - 0,1 % — чорних або афроамериканців |

До двох чи більше рас належало 1,1 %. Частка іспаномовних становила 0,8 % від усіх жителів.
За віковим діапазоном населення розподілялося таким чином: 22,7 % — особи молодші 18 років, 57,4 % — особи у віці 18—64 років, 19,9 % — особи у віці 65 років та старші. Медіана віку мешканця становила 42,7 року. На 100 осіб жіночої статі у місті припадало 94,9 чоловіків;  на 100 жінок у віці від 18 років та старших — 94,2 чоловіків також старших 18 років.
Середній дохід на одне домашнє господарство  становив 44 119 доларів США (медіана — 35 450), а середній дохід на одну сім'ю — 53 558 доларів (медіана — 46 719). Медіана доходів становила 40 857 доларів для чоловіків та 35 500 доларів для жінок. За межею бідності перебувало 25,2 % осіб, у тому числі 40,8 % дітей у віці до 18 років та 13,4 % осіб у віці 65 років та старших.
Цивільне працевлаштоване населення становило 622 особи. Основні галузі зайнятості: освіта, охорона здоров'я та соціальна допомога — 36,5 %, сільське господарство, лісництво, риболовля — 12,7 %, будівництво — 9,3 %, виробництво — 8,4 %.